# Cravent
Cravent település Franciaországban, Yvelines megyében. Lakosainak száma 436 fő (2022. január 1.). Cravent Breuilpont, Villegats, Villiers-en-Désœuvre, Chaufour-lès-Bonnières és Lommoye községekkel határos.

## Népesség
A település népességének változása:
| Lakosok száma | 436  | 452  | 456  | 438  | 422  | 407  | 410  | 417  | 436  |
|               | 2013 | 2015 | 2016 | 2017 | 2018 | 2019 | 2020 | 2021 | 2022 |